# Melodifestivalen 1971

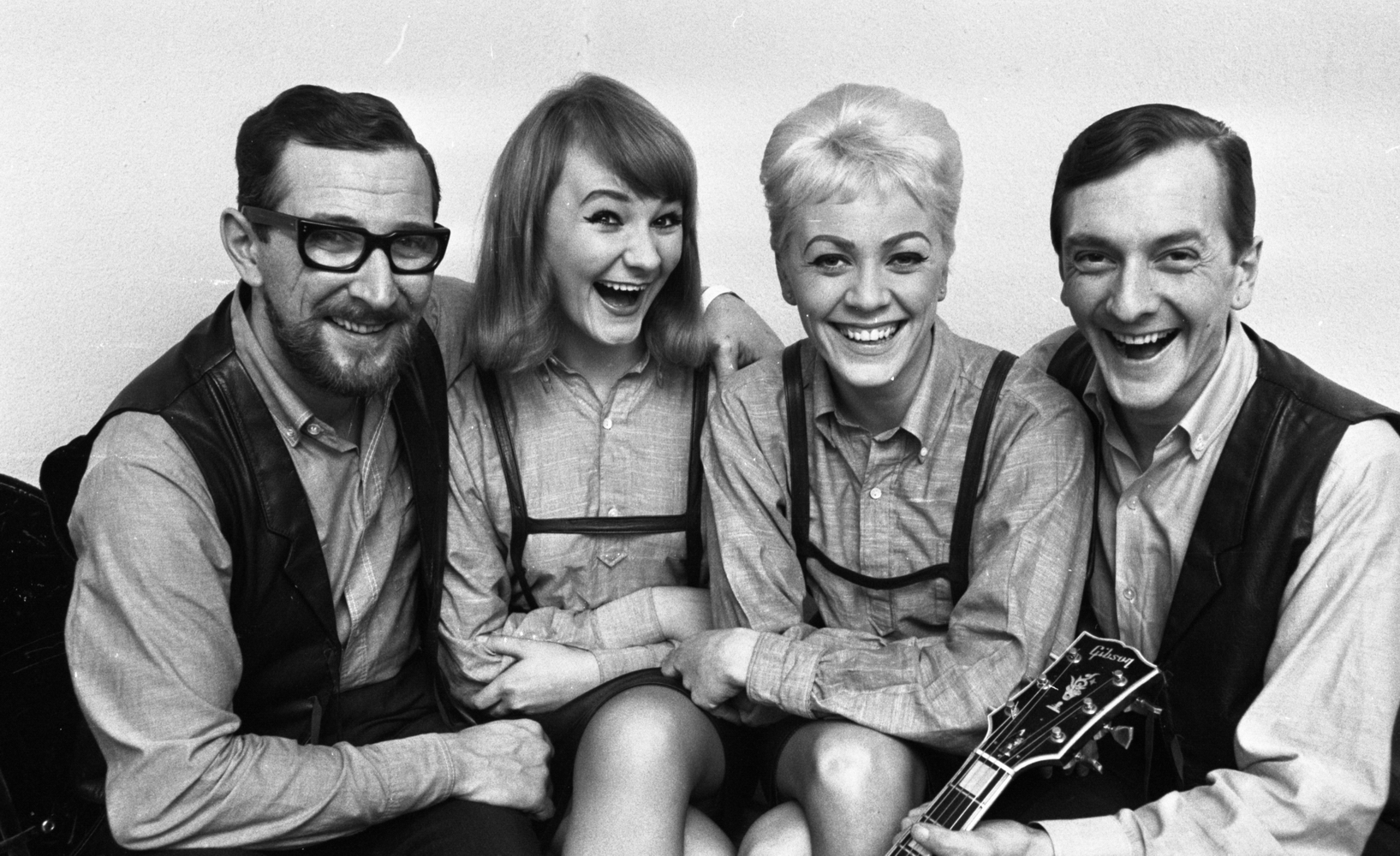
Family Four vann Melodifestivalen 1971 med låten "Vita vidder".

Melodifestivalen 1971 var den 12:e upplagan av musiktävlingen Melodifestivalen och samtidigt Sveriges uttagning till Eurovision Song Contest 1971. Det kan tilläggas, att den svenska uttagningen detta år samsändes i tv-programmet Hylands hörna. 
Finalen hölls i TV-huset i Stockholm den 27 februari 1971, där melodin "Vita vidder", framförd av Family Four, vann, genom att ha fått högst totalpoäng av jurygrupperna. För första gången sedan år 1959, då Sverige började välja ut sitt bidrag via en nationell final, hölls inte finalen på arenan Cirkus. Dessutom var det andra gången (sedan 1959) som det anordnades kvalprogram före finalen. I de totalt fem kvalprogrammen tävlade tre artister eller musikgrupper per semifinal (samma tre i samtliga semifinaler) där vinnarmelodin i varje semifinal röstades fram till finalen. Att Sverige överhuvudtaget valde, att ställa upp igen i Eurovisionen, efter föregående års protestuppehåll, var att EBU införde en omröstningsregel, vilken skulle undvika att fler än en segrare korades.
Vita vidder fick sedan representera Sverige i ESC 1971 som hölls i Dublin på Irland den 3 april 1971.

## Tävlingsupplägg[1]
Efter att Sverige, Norge och Finland avstått tävlan i ESC året före var dessa länder nu tillbaka i tävlingen igen. Året före (1970) protesterade man mot att EBU inte hade någon regel om skiljeröstning då två eller flera bidrag hamnade på delad första plats. Detta efter att fyra länder delat på segern år 1969. När EBU nu införde det till föregående års Eurovision ställde samtliga nordiska länder upp igen, utom Danmark, som dock inte bojkottade tävlingen av den anledningen. Island deltog överhuvudtaget inte i ESC vid den här tidpunkten; de debuterade först 1986.
Eftersom man stått över ett år sågs tävlingen över en smula. För det första behölls modellen från 1969 att ha förbestämda artister, men själva uttagningsprocessen sågs över helt. Sveriges Radio-TV valde från början ut en manlig och en kvinnlig artist (Tommy Körberg och Sylvia Vrethammar) samt gruppen Family Four som skulle få tävla i fem kvalprogram med fem bidrag vardera. När artisterna gett sig tillkänna öppnades slussen för allmänheten (både allmänheten men också hos professionella musiker och låtskrivare) att skicka in bidrag till dessa artister. Totalt skickades det in 1 164 bidrag, vilket blev en minskning med 1 238 bidrag jämfört med 1969.  
Själva systemet med kvalprogrammen gick till som följer att varje artist/grupp framförde sin låt i respektive program samtidigt tittarna fick poströsta in vilket bidrag de ansåg vara bäst till finalen. I finalen tog sedan en expertjury på fem personer över som slutligen bestämde vinnarlåten. Då det endast var tre artister/grupp som tävlade i varje program kunde en akt vinna flera program och därmed ha flera låtar i finalen. Så blev också fallet då det bara var en av de tre som fick med alla sina låtar i finalen. Alla sändningar samsändes med tv-programmet Hylands hörna och leddes således av dess programledare Lennart Hyland.
Detta år var första gången som Melodifestivalen helt och hållet (inklusive semifinalerna) sändes i färg. Det hade dock sänts i färg redan 1969.

### Återkommande artister
| Artist        | Tidigare år (med placering) (Melodifestivalen) | Tidigare år (med placering) (ESC) |
| ------------- | ---------------------------------------------- | --------------------------------- |
| Tommy Körberg | 1969 (1:a)                                     | 1969 (9:a)                        |

## Kvalprogrammen
Inför finalen hölls fem kvalprogram i TV-programmet Hylands hörna (med Lennart Hyland som programledare och Putte Wickman och Leif Asp som kapellmästare). Där fick de Tommy Körberg, Sylvia Vrethammar och Family Four framföra varsin melodi, där sedermera tittarna fick avgöra det hela genom poströstning. Från varje semifinal gick det bidrag som fått flest röster till finalen. Eftersom det var så få tävlande kunde en artist eller grupp få flera bidrag i finalen. 
På grund av vissa saker är det bara känt hur många röster det vinnande bidraget fick samt totala antalet poströster, ej hur många röster de två utslagna bidragen fick.

### Kvalprogram 1
Programmet sändes den 23 januari 1971. Bidragen presenteras i startordningen.

Vinnaren är markerad med beige bakgrund.
| Nr | Artist            | Låt                  | Text (t) & Musik (m)                     | Post- röster/ poäng | Placering | Anmärkning |
| -- | ----------------- | -------------------- | ---------------------------------------- | ------------------- | --------- | ---------- |
| 1  | Family Four       | Heja mamma           | Peter Himmelstrand (tm)                  | 7 248               | 1         | Till final |
| 2  | Sylvia Vrethammar | Visst lever kärleken | Bo-Göran Edling (t), Staffan Ehrling (m) | i.u.                | 2         | Utslagen   |
| 3  | Tommy Körberg     | Resan hem            | Peter Totth (tm)                         | i.u.                | 2         | Utslagen   |

- Totalt antal röster: 12 208 röster.

### Kvalprogram 2
Programmet sändes den 30 januari 1971. Bidragen presenteras i startordningen.

Vinnaren är markerad med beige bakgrund.
| Nr | Artist            | Låt                    | Text (t) & Musik (m)                | Post- röster/ poäng | Placering | Anmärkning |
| -- | ----------------- | ---------------------- | ----------------------------------- | ------------------- | --------- | ---------- |
| 1  | Family Four       | Tjänare kärlek         | Peter Himmelstrand (tm)             | 10 817              | 1         | Till final |
| 2  | Sylvia Vrethammar | Tänk dig en sån dag    | Kjell Hedén (t), Claes Svanberg (m) | i.u.                | 2         | Utslagen   |
| 3  | Tommy Körberg     | En kärlek som ej fanns | Bo Sylvén (tm)                      | i.u.                | 2         | Utslagen   |

- Totalt antal röster: 14 963 röster.

### Kvalprogram 3
Programmet sändes den 6 februari 1971. Bidragen presenteras i startordningen.

Vinnaren är markerad med beige bakgrund.
| Nr | Artist            | Låt                              | Text (t) & Musik (m)                          | Post- röster/ poäng | Placering | Anmärkning |
| -- | ----------------- | -------------------------------- | --------------------------------------------- | ------------------- | --------- | ---------- |
| 1  | Sylvia Vrethammar | Leka kurragömma                  | Bo-Göran Edling (t), Staffan Ehrling (m)      | i.u.                | 2         | Utslagen   |
| 2  | Tommy Körberg     | Låt oss fly till en ny morgondag | Britt Lindeborg (tm)                          | i.u.                | 2         | Utslagen   |
| 3  | Family Four       | Min sång                         | Anja Notini-Wallin (t), Bengt-Arne Wallin (m) | 4 172               | 1         | Till final |

- Totalt antal röster: 7 354 röster.

### Kvalprogram 4
Programmet sändes den 13 februari 1971. Bidragen presenteras i startordningen.

Vinnaren är markerad med beige bakgrund.
| Nr | Artist            | Låt                                   | Text (t) & Musik (m)                     | Post- röster/ poäng | Placering | Anmärkning |
| -- | ----------------- | ------------------------------------- | ---------------------------------------- | ------------------- | --------- | ---------- |
| 1  | Tommy Körberg     | Blommor och grönt                     | Bo-Göran Edling (t), Staffan Ehrling (m) | i.u.                | 2         | Utslagen   |
| 2  | Sylvia Vrethammar | Jag blir lycklig var gång jag ser dig | Bo Sylvén (tm)                           | i.u.                | 2         | Utslagen   |
| 3  | Family Four       | En sång om världen                    | Anders Bergsjö (tm), Göran Dahlström (t) | 9 932               | 1         | Till final |

- Totalt antal röster: 14 519 röster.

### Kvalprogram 5
Programmet sändes den 20 februari 1971. Bidragen presenteras i startordningen.

Vinnaren är markerad med beige bakgrund.
| Nr | Artist            | Låt          | Text (t) & Musik (m)                     | Post- röster/ poäng | Placering | Anmärkning |
| -- | ----------------- | ------------ | ---------------------------------------- | ------------------- | --------- | ---------- |
| 1  | Sylvia Vrethammar | Här är jag   | Bo-Göran Edling (t), Staffan Ehrling (m) | i.u.                | 2         | Utslagen   |
| 2  | Family Four       | Vita vidder  | Håkan Elmquist (tm)                      | 14 432              | 1         | Till final |
| 3  | Tommy Körberg     | Var är du nu | Leif Nygren (tm)                         | i.u.                | 2         | Utslagen   |

- Totalt antal röster: 21 769 röster.

## Finalen
Finalen av festivalen sändes den 27 februari 1971 från studio 2 i TV-huset i Stockholm. Programledare var Lennart Hyland och kapellmästare var Claes Rosendahl. Bakgrundskören bestod av Annica Risberg och Kerstin Dahl.
Efter att tittarna fått bestämma utgången av de fem kvalprogrammen tillsattes en expertjury som skulle få bestämma utgången av finalen. Därmed ströks de regionala elva jurydistrikten det här året. Varje jurymedlem gav varje tävlande melodi mellan en och fem poäng. Detta innebar att totala poängen de kunde ge varierade från jurymedlem till jurymedlem. 

### Startlista
Finalens samtliga fem bidrag framfördes av Family Four, med anledning av att de vunnit de fem kvalprogrammen. 
| Nr | Låt                | Upphovsmän (Text & musik)                     |
| -- | ------------------ | --------------------------------------------- |
| 1  | Min sång           | Anja Notini-Wallin (t), Bengt-Arne Wallin (m) |
| 2  | Tjänare kärlek     | Peter Himmelstrand (tm)                       |
| 3  | En sång om världen | Anders Bergsjö (tm), Göran Dahlström (t)      |
| 4  | Heja mamma         | Peter Himmelstrand (tm)                       |
| 5  | Vita vidder        | Håkan Elmquist (tm)                           |

### Poäng och placeringar
| Nr | Låt                | EB | IF | GS | BS | PW | Summa | Plac. |
| -- | ------------------ | -- | -- | -- | -- | -- | ----- | ----- |
| 1  | Min sång           | 2  | 2  | 2  | 2  | 2  | 10    | 4     |
| 2  | Tjänare kärlek     | 3  | 4  | 4  | 3  | 3  | 17    | 2     |
| 3  | En sång om världen | 3  | 1  | 1  | 3  | 1  | 9     | 5     |
| 4  | Heja mamma         | 1  | 3  | 3  | 2  | 2  | 11    | 3     |
| 5  | Vita vidder        | 4  | 5  | 5  | 4  | 4  | 22    | 1     |

### Expertjuryn
Den jury som skulle utse vinnarlåten bestod av (och avlade sina röster i den ordningen):
Eva Blomqvist (EB) – radioproducent på SR:s ungdomsredaktion.

Inger Flyckt (IF) – discjockey och musiklärare.

Göran Sällgren (GS) – nöjesjournalist på Dagens Nyheters teatersida.

Björn Skifs (BS) – popartist och framtida Melodifestivalvinnare 1978 och 1981.

Putte Wickman (PW) – orkesterledare och Hörnans kapellmästare.

## Eurovision Song Contest
Efter att Irland vunnit året innan förlades det här årets ESC-final till den gröna ön och dess huvudstad Dublin den 3 april. Sändningen skedde i Gaiety Theatre. Samtliga fem länder som bojkottade föregående års final (Finland, Norge, Portugal, Sverige och Österrike) var tillbaka igen då EBU infört en skiljeomröstningsregel efter 1969 års fyragångsvinnare. Utöver detta gjorde Malta debut det här året, samtidigt som de tolv länder som var med året innan ställde upp igen. Totalt tävlade därför hela arton länder, vilket dock inte var ett nytt rekord.
Det här året sägs vara ett av de åren där fusk kan ha förekommit angående jurygrupperna. Detta för att jurygrupperna befann sig hela tiden på Irland och kunde därför umgås fritt med delegationerna. Jurypoängen förändrades också det här året, då varje lands jury endast bestod av två personer (en över och en under 25 år) som gav samtliga länder (utom sitt eget land) mellan en och fem poäng vardera. Således blev inget land nollat och därför blev också poängmariginalen betydligt högre jämfört med tidigare år.
Sverige tävlade som nummer tolv (av arton länder) och slutade efter juryöverläggningarna på sjätte plats med 85 poäng. Monaco tog sin första seger när de vann med totalt 128 poäng (vilket också blev nytt poängrekord). Spanien slutade på andra plats med 116 poäng och Västtyskland på tredje plats med 100 poäng. Malta, som debuterade, slutade på sista plats, dock med totalt 52 poäng. Det kan tilläggas att Monaco inte hade resurser att arrangera året därpå, trots sin seger. 